# Rivière Du Gué
Der Rivière Du Gué ist ein rechter Nebenfluss des Rivière aux Mélèzes in der kanadischen Provinz Québec. Er hat eine Länge von etwa 173 km. Einschließlich Quellflüssen liegt die Gesamtflusslänge bei etwa 233 km.

## Flusslauf
Der Rivière Du Gué hat seinen Ursprung etwa 40 km östlich der Lacs des Loups Marins. Er fließt in überwiegend ostnordöstlicher Richtung durch die nördliche Labrador-Halbinsel. Bei Flusskilometer 75 trifft der Rivière Delay, der bedeutendste Nebenfluss, rechtsseitig auf den Rivière Du Gué. Dieser mündet schließlich in den Rivière aux Mélèzes. Der Rivière Du Gué entwässert ein Seengebiet südlich seines eigentlichen Ursprungs. In diesem liegen die größeren Seen Lac Boismenu und Lac Chapron.

## Etymologie
Benannt wurde der Fluss nach Pierre Dugué de Boisbriant (1675–1736), der 1696 an einer Expedition von Pierre Le Moyne d’Iberville zur Hudson Bay teilnahm.